# Isle Royale
Isle Royale è un'isola dei Grandi Laghi situata nel Lago Superiore, appartenente allo Stato del Michigan, negli Stati Uniti d'America. L'isola, insieme ad altre più di 450 isole minori che la circondano, costituisce il Parco nazionale di Isle Royale (Isle Royale National park).
L'isola misura 72 km di lunghezza e 14 km di larghezza, con una superficie di 535,43 km². È la più grande isola naturale del Lago Superiore e la seconda per ampiezza dei Grandi Laghi dopo l'Isola Manitoulin; è inoltre la terza isola per ampiezza negli Stati Uniti d'America continentali dopo Long Island e l'Isola del Padre e la 33ª isola degli Stati Uniti d'America. All'interno non ci sono strade, né vi circolano mezzi a motore. L'isola è raggiungibile solamente con battello (anche kajak) o con idrovolante.
 
Secondo il censimento del 2000 l'isola non aveva popolazione permanente. È consentita la permanenza solamente ai ranger e ai biologi che studiano l'interazione lupo-alce. 
I turisti, autorizzati solo nel periodo estivo, si muovono sui sentieri e si fermano in aree dedicate al campeggio. Sull'isola non c'è acqua potabile.

## Storia

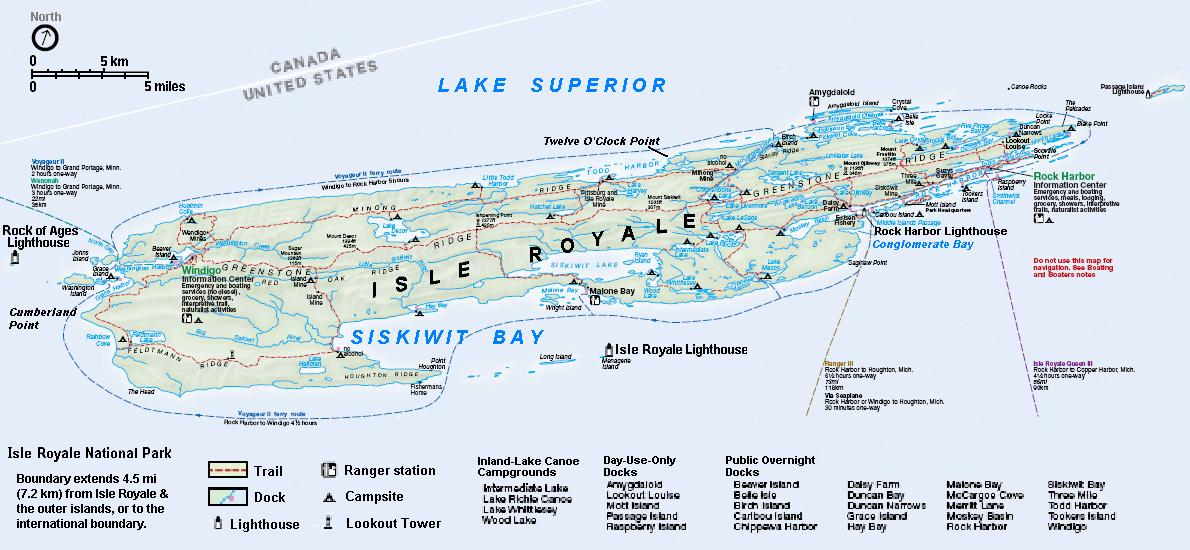
Mappa di Isle Royale

L'isola fu un terreno di caccia comune per le popolazioni provenienti dalle regioni limitrofe dell'Ontario e del Minnesota; un viaggio in canoa di poche miglia ne separa infatti la costa occidentale dal continente. L'isola è infatti situata a 24 km (19 miglia) dalla sponda canadese del lago. In tempi preistorici, un'ingente quantità di rame fu estratta dall'isola e dalla vicina penisola di Keweenaw; rilevazioni eseguite con il metodo del Carbonio-14 testimoniano che i resti in legno dei pozzi di estrazione sono vecchi di almeno 4000 anni.
Isle Royale fu annessa agli Stati Uniti d'America nel 1783, in seguito al Trattato di Parigi, ma i Britannici mantennero il controllo dell'isola fino alla guerra anglo-americana del 1812. Le popolazioni Ojibway la considerarono loro territorio fino a che lo cedettero al governo degli Stati Uniti nel 1842.
Le piccole comunità di pescatori di origine scandinava che vi si installarono, furono allontanate dal United States Park Service prima che l'isola divenisse Parco Nazionale negli anni trenta del XX secolo. Ci sono alcune famiglie che reclamano la possibilità di vivere sull'isola e alcuni discendenti dei pescatori, un tempo allontanati, continuano a pescare nelle acque adiacenti.